# Merindad de Valdivielso
Merindad de Valdivielso là một đô thị trong tỉnh Burgos, Castile và León, Tây Ban Nha. Theo điều tra dân số 2006 (INE), đô thị này có dân số là 469 người.